# Antoni Marcé Bestard
Antoni Marcé Bestard "Xisples" (Santa Maria del Camí, 1935-2023) va ser un pastor i músic popular mallorquí.
El seu pare era en Gabriel Marcé Juan "Xisples" i la seva mare na Catalina Bestard Bestard "des Forn Gros". Va ser el darrer de dues germanes i tres germans. Als dotze anys començà a guardar les ovelles amb el seu germà Gabriel. Es casà amb Magdalena Colom Busquets "de Can Arbona" l'any 1961.
Començà a sonar el flabiol i a tocar el tamborí als dotze anys i, més endavant, començà a fer colla amb Andreu Comas "David". Va interrompre la seva activitat musical en incorporar-se al servei militar obligatori. Degut a l'impuls d'Andreu Comas, trenta anys després, l'any 1987, tornaren fer colla plegats. Va aprendre de mestre Pep Camps Castelló "de Son Roqueta" i del seu nebot Tomeu Camps Simó "de Son Roca". La primera sortida que feren va ser el 10 de gener de 1988 a l'homenatge al xeremier de Muro Antoni Perelló Saletas "Fideu". Sempre ha sonat al costat de n'Andreu Comas, fins que a la seva mort en formà amb Pep Manel Ordóñez.

## Discografia
- Xeremiers de Santa Maria. Produccions Blau: Palma. Factoria de So, 2001.
- Toni "Xisples" i Andreu "David". Xeremiers de Santa Maria del Camí. Sacdesons, 2016.